# Grigorij Griszyn
Grigorij Arkadjewicz Griszyn (Kluwgant) (ros. Григорий Аркадьевич Гришин (Клювгант), ur. 1903 w Odessie, zm. 2 września 1939 w Kijowie) – był funkcjonariuszem radzieckich służb specjalnych w stopniu kapitana bezpieczeństwa państwowego.

## Życiorys
Urodził się w rodzinie żydowskiego nauczyciela i dyrygenta chóru. Skończył szkołę żydowską i 3 klasy szkoły handlowej w Odessie, następnie uczył się na kursach ogólnokształcących. Pracował w biurze fabryki sukna w Odessie, później w odeskiej fabryce tytoniowej. Od maja 1919 do 25 lutego 1921 służył w Armii Czerwonej (z przerwą od lipca 1919 do lutego 1920), później został funkcjonariuszem Czeki, pracował m.in. w Wydziale Kontrwywiadowczym gubernialnej Czeki i gubernialnego oddziału GPU w Odessie. Od 11 sierpnia 1925 do 23 sierpnia 1926 był pełnomocnikiem GPU Mołdawskiej ASRR, potem do 26 lutego 1927 pracował w okręgowym oddziale GPU w Sumach, a od 26 lutego 1926 do 1 lipca 1930 w okręgowym oddziale GPU w Zaporożu jako szef sekcji. Od 1 lipca do 20 września 1930 był pomocnikiem szefa Wołyńskiego Okręgowego Oddziału GPU w Żytomierzu, następnie do 19 kwietnia 1931 pomocnikiem szefa Wydziału Specjalnego Dniepropietrowskiego Sektora Operacyjnego GPU i jednocześnie szefem Wydziału Specjalnego 7 Korpusu Piechoty, od 19 kwietnia 1931 do 14 lutego 1932 pełnił funkcję szefa Wydziału Specjalnego Dniepropietrowskiego Sektora Operacyjnego GPU. Od 14 lutego 1932 do 27 lutego 1933 był szefem Wydziału Specjalnego Dniepropietrowskiego Obwodowego Oddziału GPU, a od 27 lutego 1933 do 10 lipca 1934 pełnił analogiczną funkcję w Odessie, od 13 lipca do 28 sierpnia 1934 był szefem Wydziału Specjalnego Zarządu Bezpieczeństwa Państwowego (UGB) Zarządu NKWD obwodu odeskiego. Od 28 sierpnia 1934 do 16 września 1935 był zastępcą szefa Zarządu NKWD obwodu odeskiego, a od 16 września 1935 do 27 marca 1937 obwodu kijowskiego, 13 grudnia 1935 otrzymał stopień kapitana bezpieczeństwa państwowego. Od 27 marca do 20 lipca 1937 był zastępcą szefa Zarządu NKWD obwodu charkowskiego, od 30 czerwca do 20 lipca 1937 faktycznie pełnił obowiązki tymczasowego szefa Zarządu NKWD obwodu odeskiego, a od 20 lipca do 20 sierpnia 1937 był szefem Zarządu NKWD obwodu winnickiego.
20 sierpnia 1937 został aresztowany, 1 czerwca 1939 skazany na śmierć przez Wojskowy Trybunał Wojsk NKWD obwodu kijowskiego pod zarzutem udziału w kontrrewolucyjnej grupie trockistowskiej i następnie rozstrzelany. 8 lutego 1958 pośmiertnie go zrehabilitowano.